# Boaz (Virgínia de l'Oest)
Boaz és una concentració de població designada pel cens dels Estats Units a l'estat de Virgínia de l'Oest. Segons el cens del 2000 tenia 1.345 habitants.

## Demografia
Segons el cens del 2000, Boaz tenia 1.345 habitants, 534 habitatges, i 412 famílies. La densitat de població era de 140 habitants per km².
Dels 534 habitatges en un 33,9% hi vivien nens de menys de 18 anys, en un 63,5% hi vivien parelles casades, en un 11,6% dones solteres, i en un 22,8% no eren unitats familiars. En el 19,7% dels habitatges hi vivien persones soles el 10,7% de les quals corresponia a persones de 65 anys o més que vivien soles. El nombre mitjà de persones vivint en cada habitatge era de 2,5 i el nombre mitjà de persones que vivien en cada família era de 2,85.
Per edats la població es repartia de la següent manera: un 23,8% tenia menys de 18 anys, un 7,7% entre 18 i 24, un 26,5% entre 25 i 44, un 28% de 45 a 60 i un 14% 65 anys o més.
L'edat mediana era de 39 anys. Per cada 100 dones de 18 o més anys hi havia 87 homes.
La renda mediana per habitatge era de 39.250 $ i la renda mediana per família de 49.474 $. Els homes tenien una renda mediana de 33.393 $ mentre que les dones 24.605 $. La renda per capita de la població era de 20.405 $. Entorn del 4,7% de les famílies i el 7,3% de la població estaven per davall del llindar de pobresa.

## Poblacions més properes
El següent diagrama mostra les poblacions més properes.